# Jules Drach
Jules Joseph Drach (Sainte-Marie-aux-Mines, 13 de março de 1871 — Cavalaire-sur-Mer, 8 de março de 1949) foi um matemático francês.

## Obras
- com Émile Borel as co-editor: Poincaré, H. (1892). Leçons sur la théorie de l'élasticité. Paris: G. Carré
- com Émile Borel: Introduction à l'Étude de la Théorie des Nombres et de l'Algèbre Supérieure, d'apres des Conférences faites à l'École Normale Supérieure, par M. Jules Tannery. Paris: Nony. 1895[3]
- «Sur les équations différentielles du premier ordre et du premier degré». CRAS. 158: 926–929. 1914
- «L'équation différentielle de la balistique extérieure et son intégration par quadratures». Annales scientifiques de l'École normale supérieure. 37: 1–94. 1920